# Nina Benz
Pour les articles homonymes, voir Benz.
Nina Benz, née le 30 juillet 1998, est une coureuse cycliste allemande spécialiste de VTT cross-country. Elle se marie en 2024 et prend le nom de Nina Graf.

## Biographie
Nina Benz termine troisième du championnat d'Allemagne de cross-country juniors (17/18 ans) en 2016. En 2017, elle remporte pour la première fois une course du calendrier UCI à Weißenfels. En plus du sport, elle suit d'abord une formation d'employée de banque. En 2019, elle est vice-championne d'Allemagne dans la catégorie des espoirs (moins de 23 ans) et termine dans le top 10 aux championnats d'Europe de la catégorie. Elle se classe également plusieurs fois dans le top 10 lors de la Coupe du monde de VTT espoirs en 2019. Fin 2019, elle déménage à Fribourg-en-Brisgau pour étudier l'économie et rejoint le Team jb Brunox Felt, une équipe suisse. En 2020, elle devient championne d'Allemagne de cross-country espoirs et termine quatrième de la course par étapes, la Swiss Epic.
À partir de 2021, Benz roule dans la catégorie élites en raison de son âge et termine troisième du championnat d'Allemagne du cross-country. Avec le relais, elle remporte des médailles de bronze aux championnats du monde et d'Europe. À partir de 2022, elle court pour la Lexware Mountainbike-Team, mais se casse la cheville lors de la Coupe du monde à Andorre en juillet, ce qui l'oblige à être absente des courses pendant plusieurs mois.
En 2023, elle gagne le classement général de l'Internationale Mountainbike-Bundesliga. En 2024, elle connait son plus grand succès international, avec la médaille de bronze aux championnats d'Europe à Cheile Grădiștei. Elle rentre pour la première fois dans le top 10 lors d'une manche de la Coupe du monde élites à Nové Město. Elle est ensuite sélectionnée pour les Jeux olympiques de Paris 2024.

## Palmarès en VTT

### Championnats du monde
- Val di Sole 2021
  -  Médaillée de bronze du relais mixte
  - 11e du cross-country

### Coupe du monde
- Coupe du monde de cross-country
  - 2021 : 29e du classement général
  - 2022 : 54e du classement général
  - 2023 : 39e du classement général
  - 2024 : 39e du classement général

- Coupe du monde de cross-country short track
  - 2022 : 46e du classement général
  - 2023 : 49e du classement général
  - 2024 : 47e du classement général

### Championnats d'Europe
- Novi Sad 2021
  -  Médaillée de bronze du relais mixte
- Cheile Grădiștei 2024
  -  Médaillée de bronze du cross-country

### Championnat d'Allemagne
- 2016
  - 3e du cross-country juniors
- 2019
  - 2e du cross-country espoirs
- 2020
  -  Championne d'Allemagne de cross-country espoirs
- 2021
  - 3e du cross-country